# Esches (Franciaország)
Esches település Franciaországban, Oise megyében. Lakosainak száma 1654 fő (2022. január 1.). Esches Amblainville, Andeville, Méru, Mortefontaine-en-Thelle és Bornel községekkel határos.

## Népesség
A település népességének változása:
| Lakosok száma | 1409 | 1543 | 1576 | 1573 | 1592 | 1610 | 1626 | 1643 | 1654 |
|               | 2013 | 2015 | 2016 | 2017 | 2018 | 2019 | 2020 | 2021 | 2022 |